# Centrale nucléaire de Doel
La centrale nucléaire de Doel (en néerlandais : Kerncentrale Doel) est l'une des deux centrales nucléaires belges. Elle comprend trois réacteurs à eau pressurisée opérationnels et un réacteur mis à l'arrêt définitif.
Elle est située à Doel, une section de la commune de Beveren, dans la province de Flandre-Orientale, sur la rive gauche de l'Escaut, non loin de la frontière avec les Pays-Bas.
L'autre centrale nucléaire belge est celle de Tihange, dans la province de Liège.

## Situation
La centrale est située à 25 km au nord d'Anvers, 42 km au nord-nord-ouest de Bruxelles, 136 km sud-sud-est d'Amsterdam et 140 km nord-ouest-ouest d'Aix-la-Chapelle.
De toutes les centrales nucléaires en Europe, celle de Doel est située dans la région avec la plus forte densité de population : 9 millions de gens habitent dans un périmètre de 75 km,.

## Description

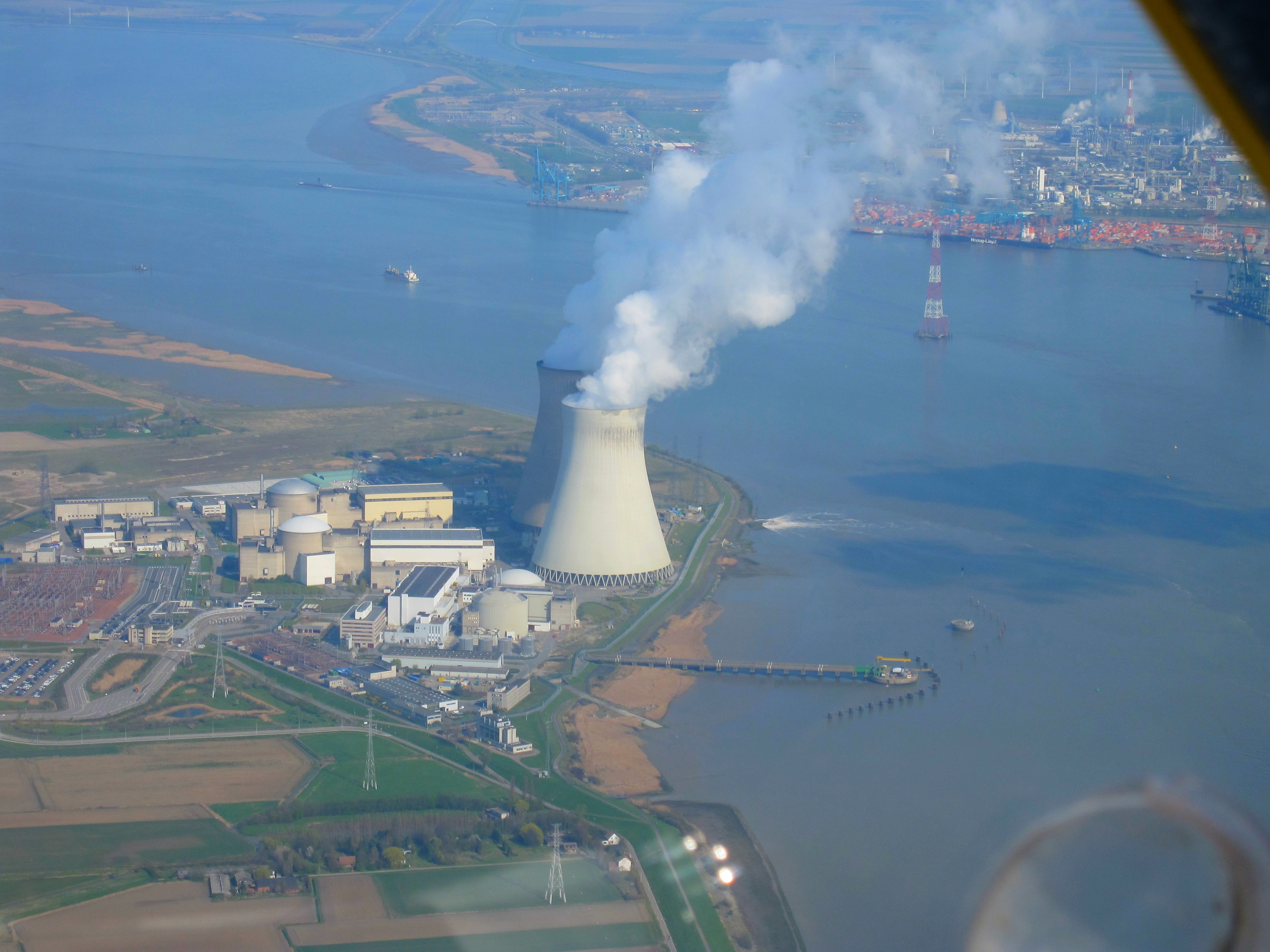
La centrale nucléaire de Doel, vue aérienne.

### Réacteurs
La centrale dont l'exploitant est Electrabel (filiale du groupe français Engie) est équipée de quatre réacteurs à eau pressurisée (REP) de conception Westinghouse (Doel 1, 2 et 3) et Framatome/AREVA (Doel 4) d’une puissance totale de plus de 2 900 MWe :
- Doel 1 : 445 MWe nets, mis en service le 28 août 1974[3] pour 40 ans[4].
- Doel 2 : 445 MWe nets, mis en service le 21 août 1975[5] pour 40 ans[4].
- Doel 3 : 1 006 MWe nets, mis en service le 23 juin 1982[6], mis à l'arrêt définitif le 23 septembre 2022[7].
- Doel 4 : 1 038 MWe nets, mis en service le 8 avril 1985[8] pour 40 ans, arrêt décidé pour 2035[9],[10].

Début 2011, elle emploie 940 collaborateurs, dont 800 pour le cœur de la centrale. La superficie occupée par la centrale est d'environ 80 hectares.

## Dates de mise à l’arrêt définitif
Les réacteurs Doel 1 et 2 devaient être mis à l’arrêt définitif en 2015, mais leur durée d'exploitation a été prolongée de 10 ans le 18 décembre 2015 par le gouvernement fédéral (Gouvernement Michel I). Toutefois, cette prolongation est annulée par la Cour Constitutionnelle belge en mars 2020 en raison de l'absence d'une étude d'incidences environnementales et d'une consultation publique transfrontalière, en autorisant néanmoins une prolongation jusqu’en 2022. Â la suite de l'évaluation des incidences sur l’environnement et de la consultation publique transfrontalière, la chambre des représentants a adopté, en octobre 2022, la loi permettant le fonctionnement de Doel 1 et 2 jusqu'en 2025.
Doel 3 et 4 devaient être mis à l’arrêt définitif respectivement en 2022 et en 2025. Après l'invasion russe en Ukraine, le gouvernement belge - en prévision d'une réduction de la dépendance fossile belge de la Russie - décide la prolongation de l'exploitation des réacteurs 3 de Tihange et 4 de Doel pour dix années. Cette décision se confirme en décembre 2023 avec l'annonce d'un accord passé avec Engie pour la prolongation de ces deux réacteurs pour une période de dix ans.
Doel 3 est mis à l'arrêt définitif le 23 septembre 2022.

## Incidents
Les incidents sont classés selon l'échelle INES. Cette échelle compte huit niveaux de gravité notés de 0 à 7. Les incidents de niveau 0 ne sont pas systématiquement rendus publics. Il n'y a jamais eu d'incidents ou d'accidents nucléaires de niveau supérieur à 2 à Doel.
| Année | Anomalie (niveau 1) | Incident (niveau 2) |
| 2010  | 10                  | 0                   |
| 2011  | 0                   | 1                   |

En mai 2012, une anomalie dans une vanne est détectée lors de la mise à l'arrêt du réacteur no 2 en raison de son entretien annuel. L'incident est classé au premier niveau de l'échelle INES.
En août 2012, il est révélé que 1 000 défauts ont été détectés, en juillet de la même année, sur la cuve du réacteur no 3, à l'occasion d’un contrôle par ultrasons de toute la zone fortement irradiée de cette cuve. Ces défauts dont l’origine n’est pas précisément établie à ce jour[Quand ?], seraient dus à des anomalies de fabrication et « pourraient s'assimiler à de potentielles fissures », selon les termes mêmes de l’Agence fédérale de contrôle nucléaire belge (AFCN). Le directeur de l'AFCN, interrogé par la radio publique francophone (RTBF) sur la possibilité de réutiliser la cuve du réacteur après la découverte d'anomalies, a déclaré être « assez sceptique ». Si les premiers résultats de l'enquête se confirment, et puisque la cuve d'un réacteur ne peut être remplacée, cet incident pourrait entraîner la fermeture définitive du réacteur no 3, ce qui ne manquerait pas d'avoir des conséquences importantes sur l'approvisionnement des consommateurs belges.
Cependant, l'Autorité belge de sûreté nucléaire a rendu courant mai 2013 un arrêté autorisant l'exploitant à redémarrer de suite les deux tranches de 1 000 MW. En effet les études détaillées ont montré que les « fissures » détectées en 2012 grâce à des techniques plus fines qu'auparavant sont là depuis le forgeage d'origine et n'évoluent pas. L'exploitant estime pouvoir redémarrer les tranches avant fin juin.
Le mardi 5 août 2014 au matin, les 65 000 litres d’huile nécessaires au fonctionnement de la turbine à vapeur liée au réacteur no 4 sont vidangés dans un réservoir souterrain prévu à cet effet en cas d’incendie, entraînant l'arrêt de la centrale et des dégâts importants. La vidange est due à une manœuvre manuelle délibérée et une intention criminelle est soupçonnée. Le vendredi 19 décembre 2014, après réparation de la turbine endommagée, le réacteur no 4 a été relancé.

## Arrêt temporaire de Doel 1 (loi de sortie du nucléaire)
Le 15 février 2015, le réacteur Doel 1 a été arrêté par l'exploitant Electrabel conformément à la loi de sortie du nucléaire de 2003 (loi Olivier Deleuze) qui exige l'arrêt du réacteur après 40 ans d'exploitation. Des négociations débutèrent entre Electrabel et le gouvernement pour prolonger ce réacteur Doel 1 pour une période de 10 années (soit jusqu'en 2025). Suivant un accord du décembre 2015, Doel 1 a été relancé en janvier 2016 et pourra - comme l'unité Doel 2 -  produire de l'électricité pour les 10 années suivantes.

## Arrêt temporaire de Doel 3 (défaut sur la cuve)
En août 2012, 8 000 micro-bulles d'hydrogène sont découvertes sur la cuve du réacteur 3 de la centrale de Doel. En mars 2014, ce réacteur est mis à l'arrêt par décision de l'AFCN afin de vérifier que ce défaut n'impacte pas l'intégrité et donc la sûreté des cuves. Après de nouvelles analyses plus précises conduites par Electrabel en février 2015, un nombre plus important (+60%) de micro-bulles sont découvertes. En janvier 2016, à la suite de ré-inspections ne montrant pas d'influence sur la sûreté des cuves, ni d'augmentation de la taille/nombre de flocons dans le temps, la production d'électricité de Doel 3 a été relancée,.

## Visites

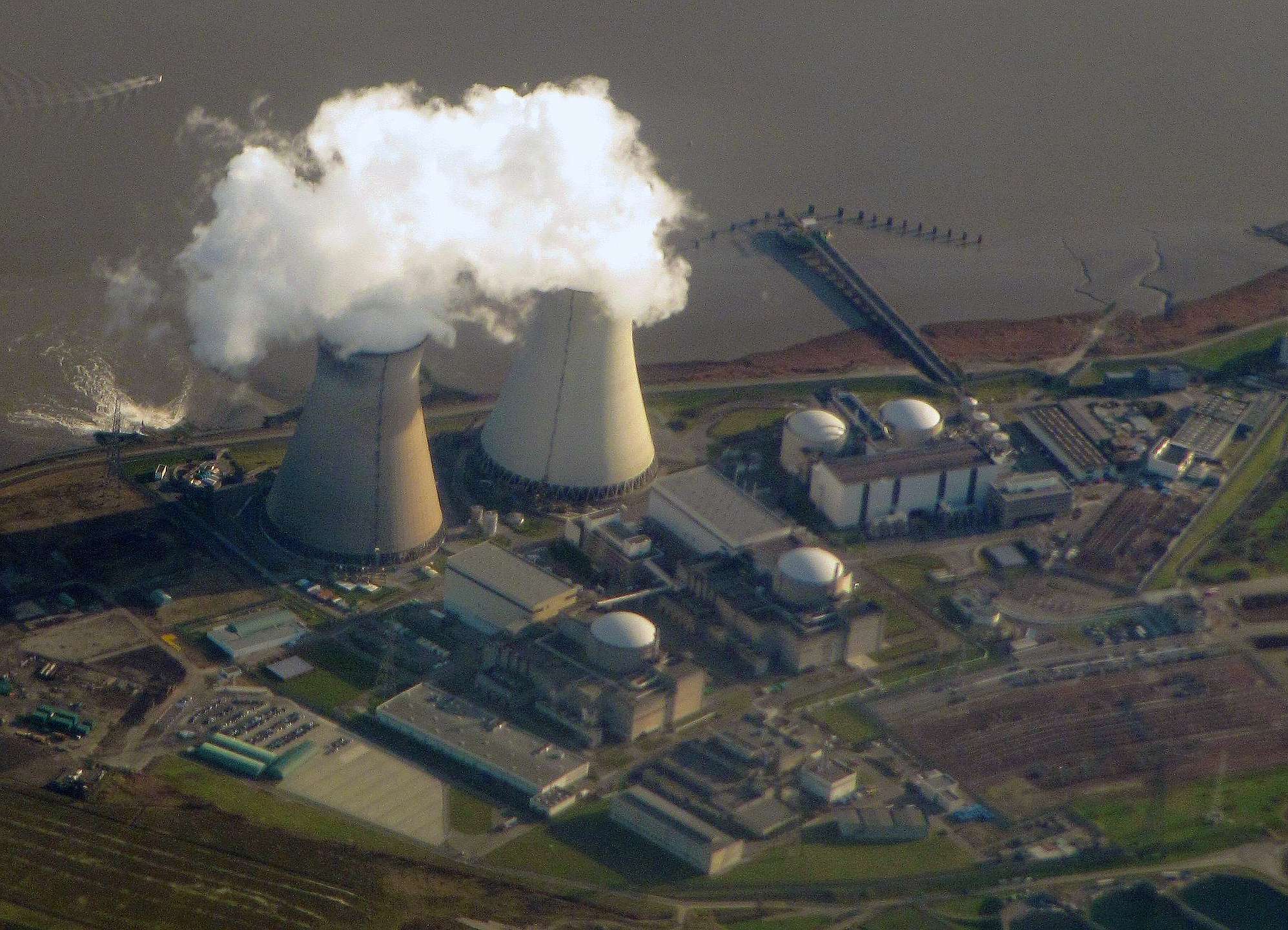
La centrale de Doel en 2012.

Le centre de visite et d'information de la centrale nucléaire de Doel a ouvert ses portes en janvier 1997. Depuis lors, l'Infocenter a accueilli plusieurs dizaines de milliers de visiteurs.